# Rimae Pettit
Rimae Pettit – grupa rowów  na powierzchni Księżyca o średnicy około 450 km. Znajduje się na obszarze Mare Orientale na współrzędnych selenograficznych ☾ 23,0°S 92,0°W/-23,000000 -92,000000. Nazwa tego systemu kanałów została nadana w 1985 roku przez Międzynarodową Unię Astronomiczną i pochodzi od pobliskiego krateru Pettit.